# Capital Letters
Capital Letters is een nummer uit 2018 van de Amerikaanse zangeres Hailee Steinfeld en de Amerikaanse producer BloodPop. Het is de tweede single van de soundtrack van de film Fifty Shades Freed.
Hoewel het nummer flopte in Amerika, werd het een klein hitje in Europa. Het haalde in Nederland de 9e positie in de Tipparade, en in de Vlaamse Ultratop 50 haalde het een bescheiden 27e positie.